# Penjuru
Penjuru is een bestuurslaag in het regentschap Indragiri Hilir van de provincie Riau, Indonesië. Penjuru telt 3710 inwoners (volkstelling 2010).